# Peucedanum tenuisectum
Peucedanum tenuisectum är en flockblommig växtart som beskrevs av Eduard August von Regel och Johannes Theodor Schmalhausen. Peucedanum tenuisectum ingår i släktet siljor, och familjen flockblommiga växter. Inga underarter finns listade i Catalogue of Life.